# 特蓝伏革菌属
特蓝伏革菌属（学名：Terana），也称蓝革菌属，是原毛平革菌科的一属真菌。

## 下属物种
本属包括以下物种：
- Terana caerulea (Lam.) Kuntze
- 蓝色特蓝伏革菌 Terana coerulea (Lam.) Kuntze，软质蓝革菌